# Moritzoppia nana
Moritzoppia nana är en kvalsterart som först beskrevs av Gordeeva och Bayartogtokh 200.  Moritzoppia nana ingår i släktet Moritzoppia och familjen Oppiidae. Inga underarter finns listade i Catalogue of Life.